# United Natural Foods
United Natural Foods est une entreprise américaine de distribution alimentaire de gros spécialisée dans le bio. Elle est connue comme principal fournisseur de Whole Foods Market.

## Histoire
En juillet 2018, United Natural Foods annonce l'acquisition de Supervalu pour 1,35 milliard de dollars.